# Zamek w Steblowie
Zamek w Steblowie – wybudowany w Steblowie przez Pawła Teterę, hetmana Ukrainy Prawobrzeżnej.

## Historia
Obiekt wzniesiony na wyspie znajdującej się na rzece Rosi został zniszczony podczas wybuchu magazynu prochowego  w czasie oblężenia Steblowa przez Stefana Czarnieckiego w 1664 r., w trakcie kampanii ukraińskiej. W XIX w. widoczne były jeszcze ślady okopów.